# Mistrzostwa Świata w Kolarstwie Torowym 1899
7. Mistrzostwa Świata w Kolarstwie Torowym 1899 odbyły się w kanadyjskim Montrealu.

## Medaliści

### Mężczyźni
| Konkurencja                              | Złoto              | Srebro         | Brąz                     |
| ---------------------------------------- | ------------------ | -------------- | ------------------------ |
| Sprint indywidualny amatorów             | Thomas Summersgill | Earl Peebody   | John Caldow              |
| Wyścig ze startu zatrzymanego amatorów   | John Nelson        | Robert Goodson | William Riddle           |
| Sprint indywidualny zawodowców           | Marshall Taylor    | Tom Butler     | Gaston Courbe d'Outrelon |
| Wyścig ze startu zatrzymanego zawodowców | Harry Gibson       | Hugh Mclean    | Ken Boake                |

## Klasyfikacja medalowa
| Miejsce | Państwo           |   |   |   | Razem |
| ------- | ----------------- | - | - | - | ----- |
| 1.      | Stany Zjednoczone | 2 | 3 | 1 | 6     |
| 2.      | Kanada            | 1 | 0 | 2 | 3     |
| 3.      | Wielka Brytania   | 1 | 0 | 0 | 1     |
| 4.      | Australia         | 0 | 1 | 0 | 1     |
| 5.      | Francja           | 0 | 0 | 1 | 1     |